# Melanaethus crenatus
Melanaethus crenatus är en insektsart som först beskrevs av Victor Antoine Signoret 1883.  Melanaethus crenatus ingår i släktet Melanaethus och familjen taggbeningar. Inga underarter finns listade i Catalogue of Life.